# Palčič
Palčič je priimek več znanih Slovencev:
- Boris Palčič (*1958), filmski in TV režiser, scenarist
- Branko Palčič (1912—1971), zdravnik, stomatološki protetik
- Branko Palčič (*1941), biofizik, univ. prof. v Kanadi
- Devid Palčič, gospodarstvenik/tehnološki podjetnik
- Igor Palčič, urednik Filma tedna na TVS
- Janez Palčič, domoznanec
- Katja Breskvar (r. Palčič) (*1944), biokemičarka, univ. profesorica
- Klavdij Palčič (1940—2021), slikar, grafik, scenograf, ilustrator; zamejski politik
- Matej Palčič (*1993), nogometaš
- Peter Palčič (*1952), častnik
- Rado Palčič, literat
- Rok Palčič, pianist
- Stanko Palčič, poveljnik orožništva med 2. svet. vojno v Lj
- Tone Palčič, jamar